# Robert (Sängerin)
RoBERT (eigentlich Myriam Roulet; * 14. Oktober 1964 in Paris) ist eine französische Sängerin und Singer-Songwriterin. Ihre Texte sprechen über die Liebe, die Kindheit und den Tod. Ihre Musik mischt oft barocke und elektronische Elemente. Daneben ist sie auch Tänzerin und Schauspielerin.

## Biografie
Als Kind wollte Myriam Roulet klassische Tänzerin werden, aufgrund einer Erkrankung musste sie dies jedoch aufgeben. Als Schauspielerin entschied sie sich 1989 für eine Musiker-Laufbahn. Ihr erstes Stück, Elle se promène (Sie spaziert), wurde 1990 publiziert. Das zugehörige Video, welches von John Lvoff gedreht wurde, wurde dann 1991 beim französischen Fernsehsender M6 gezeigt.
1992 erschien ihre zweite Single, Les Jupes (Die Röcke). 1993 wurde ein anderes Stück, Les clichés de l’ennui, publiziert sowie ihr erstes Album, Sine, in dem man 16 Tracks findet. Im selben Jahr arbeitete sie mit dem französischen Musiker Jean-François Coen für sein erstes Album La Tour de Pise: Sie singt mit ihm ein Duo, La Tour de Pise, das ein von Michel Gondry gedrehtes Video bekam (Gondry hatte auch das Video von Les Jupes gemacht), und nimmt auch am Chor des Albums teil.
1997 wurde ihr zweites Album Princesse de Rien (Prinzess von nichts) publiziert. In diesem Jahr traf sie die belgische Schriftstellerin Amélie Nothomb, die für sie den Text L’appel de la succube schrieb. Das Stück wurde 2000 auf der zweiten Edition von Princesse de Rien publiziert.
Im September 2002 erschien RoBERTs drittes Album Celle qui tue (Die, die tötet), auf dem sechs Texte von ihrer Freundin Amélie geschrieben wurden. Die Schriftstellerin publizierte im selben Jahr ihr Buch Robert des noms propres (die deutsche Übersetzung wurde unter dem Titel Im Namen des Lexikons publiziert), das von RoBERTs Leben inspiriert wurde.
2004 erschien RoBERTs erste Compilation Unutma (N'oublie pas) (Unutma [Vergiß nicht]), auf der es nicht nur Titel aus ihren drei Alben gibt, sondern auch alternative Versionen und zwei neue Lieder: Unutma (ein Stück, das sie auf Türkisch singt; der Titel bedeutet: ‚Vergiss nicht‘) und eine Duoversion ihres Lieds Le Prince bleu (Der blaue Prinz) mit der amerikanischen Schauspielerin Majandra Delfino. Ein Animationvideo wurde von Stéphane Rossignol für Le Prince bleu gedreht. Es bekam einen Preis für die besten Spezialeffekte beim Internationalen Festival der Musikvideos in Frankreich.
RoBERT präsentiert oft ihre Konzerte auf kleinen Pariser Szenen. Im Frühling 2005 erschien eine Aufnahme ihres Spektakels vom 25. September 2004 in La Cigale.
Im November 2005 wurde RoBERTs viertes Album Six Pieds sous terre, mit 11 von RoBERT geschriebenen Titeln und einer Coverversion von der französischen Sängerin Marie Laforêt, Prière pour aller au paradis (Gebet, um im Paradies zu gehen), herausgebracht. Die erste Single ist Personne (Niemand). Sie bekam ein Video von Gabriel Aghion (das war sein erstes Musikvideo), der Regisseur von Pédale douce u. a. Eine zweite Single, Histoire de loup (Wolfgeschichte), ein Duo mit dem russischen Schauspieler Sascha Burdo (französische Graphie: Sacha Bourdo), erschien nach Personne. Am 5. Februar 2006 macht RoBERT mit einer 16-jährigen Karriere ihr erstes Konzert beim Olympia.
2007 sind alle ihre Alben bei Rue Stendhal wieder publiziert. Zum ersten Mal sind damit alle Alben von RoBERT zugleich verfügbar. Ein von Sylvain Gatelais gedrehtes Video erschien für Histoire de loup. Eine DVD ihres Spektakels bei Espace Pierre Cardin wurde unter dem Titel Haute Couture im November 2007 publiziert.
Am 17. November 2008 wurde ihr fünftes Album Sourde et Aveugle (Taub und blind) veröffentlicht, auf dem es eine Coverversion von Johnny Hallydays Hit Ma gueule gibt. Drei Singles wurden publiziert:  Tout est calme (Alles ist ruhig), Le Jardin des roses (Der Rosengarten), ein Duo mit Austyn, und Sorry. Tout est calme und Le Jardin des roses bekamen beide ein Video von Any May (Sorry bekam kein Video).
Zur 20-Jahr-Feier ihrer Karriere war RoBERT am 5. Februar wieder im Olympia für das zweite Mal. 30 Titel wurden in zwei Akten gesungen: Ange et Démon (Engel und Dämon). Eine DVD erschien im August. Daneben nimmt sie eine russische Version von Le Prince bleu mit Alina Dunaewskaja (französische Graphie: Alina Dunaevskaya), Sängerin der Gruppe Markize, auf.
Am 20. April 2012 wurde RoBERTs sechstes Album Nuit gravement veröffentlicht. Die erste Single ist Skype, ein Duo mit dem französischen Schauspieler Anthony Delon. Am Ende des Jahres erschien Aux Marches du Palais, ein Album, in dem RoBERT zehn traditionelle französische Kinderlieder singt.
2013 erschienen zwei Singles aus Nuit gravement: La Révolution (Die Revolution) mit einem Video von Guillaume Rabeyrin und Taste of your tongue (Geschmack deiner Zunge) mit einem Video von Sylvain Gatelais. Sie arbeitete mit der französischen Gruppe Apoplexie für das Lied Idole (Idol) aus ihrem ersten Album Amen. Ein Video wurde von Jonathan Icher gedreht. Die Gruppe machte auf diesem Album auch eine Coverversion von Mylène Farmers erstem Stück Maman a tort (Mama hat Unrecht).
2014 wurde eine neue Single aus Nuit gravement publiziert, Débutante (Anfängerin), mit einem Video von Thibaud Boidin. Sie arbeitete mit der französisch-australischen Band Plastic Art Noise für das Lied With your sad eyes (Mit deinen traurigen Augen) aus ihrem ersten Album Like strangers do (Wie Fremde es tun). Das Stück bekam ein von Grégory Pierre gedrehtes Video.

## Diskografie
- Sine (1993)
- Princesse de rien (2000)
- Celle qui tue (2002)
- Unutma (n’oublie pas) (2004, Compilation)
- RoBERT live à la Cigale (2005, live)
- Six pieds sous terre (2005)
- Princess of Nowhere (2007, Compilation)
- Sourde et aveugle (2008)
- Nuit gravement (2012)
- Aux marches du palais (2012)

### Singles
- Elle se promène (1990)
- Les Jupes (1991)
- Les Clichés de l’ennui (1993)
- Princesse de Rien (2000)
- Nickel (2000)
- Colchique mon amour (2001)
- À la guerre comme à la guerre (Single promo) (2002)
- Le prince bleu (Maxi-CD-DVD Single) (2004)
- Nickel (Remix von Romain Tranchart) (2004)
- Personne (Remix von Romain Tranchart) (2005)
- Histoire de Loup (Duo mit Sacha Bourdo) (2006)
- Tout est calme (2008)
- Sorry (2009, nur Maxi-CD)
- Ange et démon (2009)
- I Feel Sick remix (feat. Mickael Akira) (2011)
- Skype (Duo mit Anthony Delon) (2012)
- La révolution (2013)
- Taste of your Tongue (2013)
- Débutante (2014)

## Filmografie
- 1980: Le voyage en douce
- 1983: La chambre des dames
- 1989: L’école des femmes